# ISO/IEC 12207:2008
ISO/IEC 12207:2008 «Systems and software engineering — Software life cycle processes» — стандарт ISO и IEC, описывающий процессы жизненного цикла программного обеспечения.
Стандарт разработан подкомитетом ПК 7 «Системная и программная инженерия» (англ. SC 7 System and Software Engineering) Совместного технического комитета № 1 ИСО/МЭК «Информационные технологии» (англ. ISO/IEC JTC 1 Information Technology).
Данный стандарт, используя устоявшуюся терминологию, устанавливает общую структуру процессов жизненного цикла программных средств, на которую можно ориентироваться в программной индустрии. Стандарт определяет процессы, виды деятельности и задачи, которые используются при приобретении программного продукта или услуги, а также при поставке, разработке, применении по назначению, сопровождении и прекращении применения программных продуктов.
Федеральным агентством по техническому регулированию и метрологии РФ 1 марта 2012 года взамен ГОСТ Р ИСО/МЭК 12207—99 принят стандарт ГОСТ Р ИСО/МЭК 12207—2010, идентичный международному стандарту ISO/IEC 12207:2008 «System and software engineering — Software life cycle processes».

## Общая характеристика стандарта ISO/IEC 12207

### Общие сведения о семействе стандартов 12207
- В основе практически всех современных промышленных технологий создания программных средств лежит международный стандарт ISO/IEC 12207 «Системная и программная инженерия. Процессы жизненного цикла программных средств.»
- В состав семейства входят:
  - ISO/IEC 12207:1995 «Information technology — Software life cycle processes» с дополнениями и изменениями ISO/IEC 12207:1995/AMD 1:2002 и ISO/IEC 12207:2002/AMD 2:2004 (принят в новой редакции в 2008 году)
  - ISO/IEC 12207:2008 «Systems and software engineering — Software life cycle processes»
  - ISO/IEC TR 15271:1998 Information technology — Guide for ISO/IEC 12207 (Software Life Cycle Processes)
  - ISO/IEC TR 16326:1999 Software engineering — Guide for the application of ISO/IEC 12207 to project management
  - Спецификации ISO/IEC 12207:1995, ISO/IEC TR 15271:1998 и ISO/IEC TR 16326:1999 введены в качестве национальных стандартов РФ

### Развитие стандарта
Стандарт ISO/IEC 12207 был опубликован 1 августа 1995 года и явился первым международным стандартом, содержавшим представительный набор процессов жизненного цикла, действий и задач в отношении программного обеспечения, которое рассматривалось как часть большей системы, а также применительно к программным продуктам и услугам. За стандартом ISO/IEC 12207 в ноябре 2002 года последовал стандарт ISO/IEC 15288, посвященный процессам жизненного цикла систем.
Широта применения программных средств привела к тому, что программное обеспечение и процессы его разработки не могли рассматриваться в отрыве от систем, но только как составная часть системы и процесса её создания.
В Дополнениях к стандарту ISO/IEC 12207 были введены цель процесса и его выходы и определена эталонная модель процесса, отвечающая требованиям стандарта ISO/IEC 15504-2.
Международный стандарт ISO/IEC 12207:2008, представляет собой переработанные и исправленные дополнения к стандарту ISO/IEC 12207 и является первым шагом в стратегии SC7 по гармонизации спецификаций, имеющей целью создание полностью интегрированного набора процессов ЖЦ систем и программных средств и руководства по их применению.

### Главные особенности редакции 2008 года
Данная редакция:
- включает и развивает положения Дополнений 2002 и 2004 годов;
- использует терминологию, согласованную со стандартом ISO/IEC 15288:2008;
- по возможности использует наименование и структуру процессов аналогичную той, что содержится в стандарте ISO/IEC 15288:2008;
- дает возможность сообществу пользователей получить полностью гармонизированные стандарты и обеспечивает стабильность — стандарт в максимальной мере совместим с прошлыми редакциями;
- использует результаты десятилетнего опыта разработки и применения стандартов ISO/IEC 12207 и ISO/IEC 15288.

## Процессы жизненного цикла
Группы процессов жизненного цикла включают в себя:
- процессы соглашения — 2;
- процессы организационного обеспечения проекта — 5;
- процессы проекта — 7;
- технические процессы — 11;
- процессы реализации программных средств — 7;
- процессы поддержки программных средств — 8;
- процессы повторного применения программных средств — 3.

Процессы соглашения
- Поставка
- Приобретение

Процессы организационного обеспечения проекта
- Процесс менеджмента модели жизненного цикла;
- Процесс менеджмента инфраструктуры;
- Процесс менеджмента портфеля проектов;
- Процесс менеджмента людских ресурсов;
- Процесс менеджмента качества.

Процессы проекта
- Процессы менеджмента проекта
  - процесс планирования проекта;
  - процесс управления и оценки проекта.
- Процессы поддержки проекта
  - процесс менеджмента решений;
  - процесс менеджмента рисков;
  - процесс менеджмента конфигурации;
  - процесс менеджмента информации;
  - процесс измерений.

Технические процессы
- Определение требований правообладателей
- Анализ системных требований
- Проектирование архитектуры системы
- Процесс реализации
- Процесс комплексирования системы
- Процесс квалификационного тестирования системы
- Процесс инсталляции программных средств
- Процесс поддержки приемки программных средств
- Процесс функционирования программных средств
- Процесс сопровождения программных средств
- Процесс изъятия из обращения программных средств

Процессы реализации программных средств
- Процесс анализа требований к программным средствам;
- Процесс проектирования архитектуры программных средств;
- Процесс детального проектирования программных средств;
- Процесс конструирования программных средств;
- Процесс комплексирования программных средств;
- Процесс квалификационного тестирования программных средств

Процессы поддержки программных средств
- Процесс менеджмента документации программных средств;
- Процесс менеджмента конфигурации программных средств;
- Процесс обеспечения гарантии качества программных средств;
- Процесс верификации программных средств;
- Процесс валидации программных средств;
- Процесс ревизии программных средств;
- Процесс аудита программных средств;
- Процесс решения проблем в программных средствах.

Процессы повторного применения программных средств
- Процесс проектирования доменов;
- Процесс менеджмента повторного применения активов;
- Процесс менеджмента повторного применения программ.